# Якоб Беренд Бакема
Якоб Беренд Бакема (нід. Jacob Berend Bakema, подеколи ім'я подається в усіченій формі Яп / Jaap; *8 березня 1914, Гронінген, Нідерланди — 20 лютого 1981, Роттердам, Нідерланди) — нідерландський архітектор, що працював переважно у функціоналізмі, відомий масштабними проектами громадських будівель і тим, що взяв найактивнішу участь у відбудові Роттердама після Другої світової війни.

## З біографії і творчості
Якоб Беренд Бакема навчався спочатку в Гронінгенському вищому технічному коледжі, потому в Академії архітектури в Амстердамі (був учнем Марта Стама).
Починаючи від 1946 року Бакема виступав на зборах Міжнародного конгресу сучасної архітектури (Congrès International d'Architecture Moderne), від 1955 року — на посаді Секретаря. Згодом, разом з кількома однодумцями заснував так звану «Команду 10» — організацію-відгалуження Конгресу, окреме об'єднання архітекторів.
У 1948 році Бакема долучився до архітектурного Бюро Brinkman & Van der Vlugt, яке після Брінкмана (1949) продовжило свою роботу як Van den Broek & Bakema, і реалізувало численні проекти зі зведення як громадських будівель, так і житлових кварталів.
У 1964 році Якоб Беренд Бакема став професором Делфтського технічного університету (для вишу архітектор спроектував ряд будівель), а в наступному — Державної академії Гамбурга.
Архітектор відомий численними масштабними проектами громадських будівель, зокрема під час відбудови Роттердама після руйнувань Другої світової війни. Бакема виступав проти догматизації функціоналізму, розглядаючи архітектуру як просторове вираження діяльності людей.
Останнім проектом Я. Б. Бакеми, який добудували вже по його смерті (1981), стала Роттердамська центральна бібліотека.

## Вибрані проекти
До примітних зреалізованих проектів Я. Б. Бакеми належать:
- громадський центр Зейд-плейн (1947—48), Роттердам;
- кінотеатр «Венстер» (1947—49), Роттердам;
- громадський центр, Сент-Луїс (США, 1955);
- будівлі (архітектурний факультет, аула) для Делфтського технічного університету;
- Будинок Радіо Нідерландів, Гілферсум;
- Центральна бібліотека (1977—83), Роттердам.

## Галерея робіт

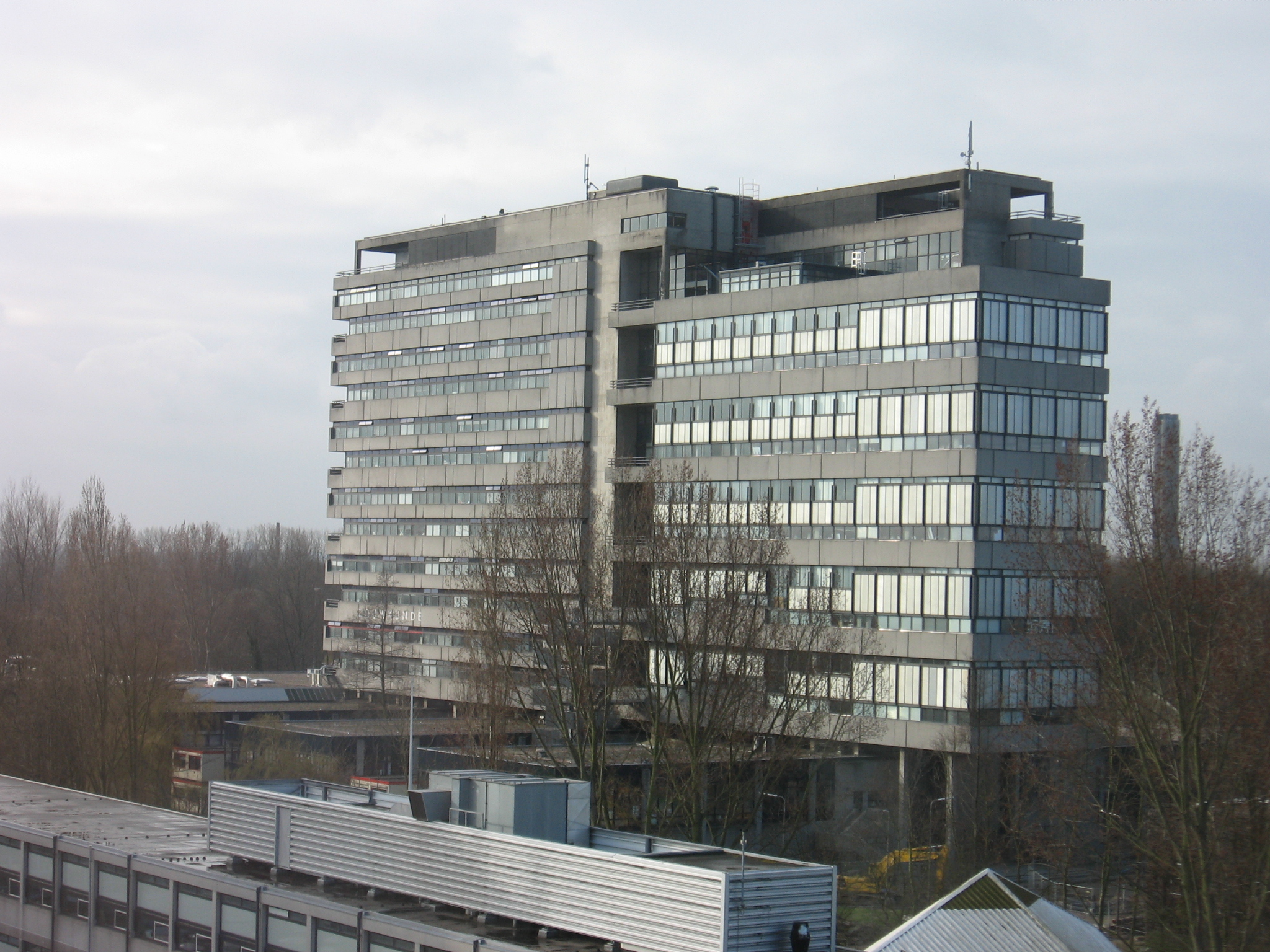
Архітектурний факультет Делфтського технічного університету
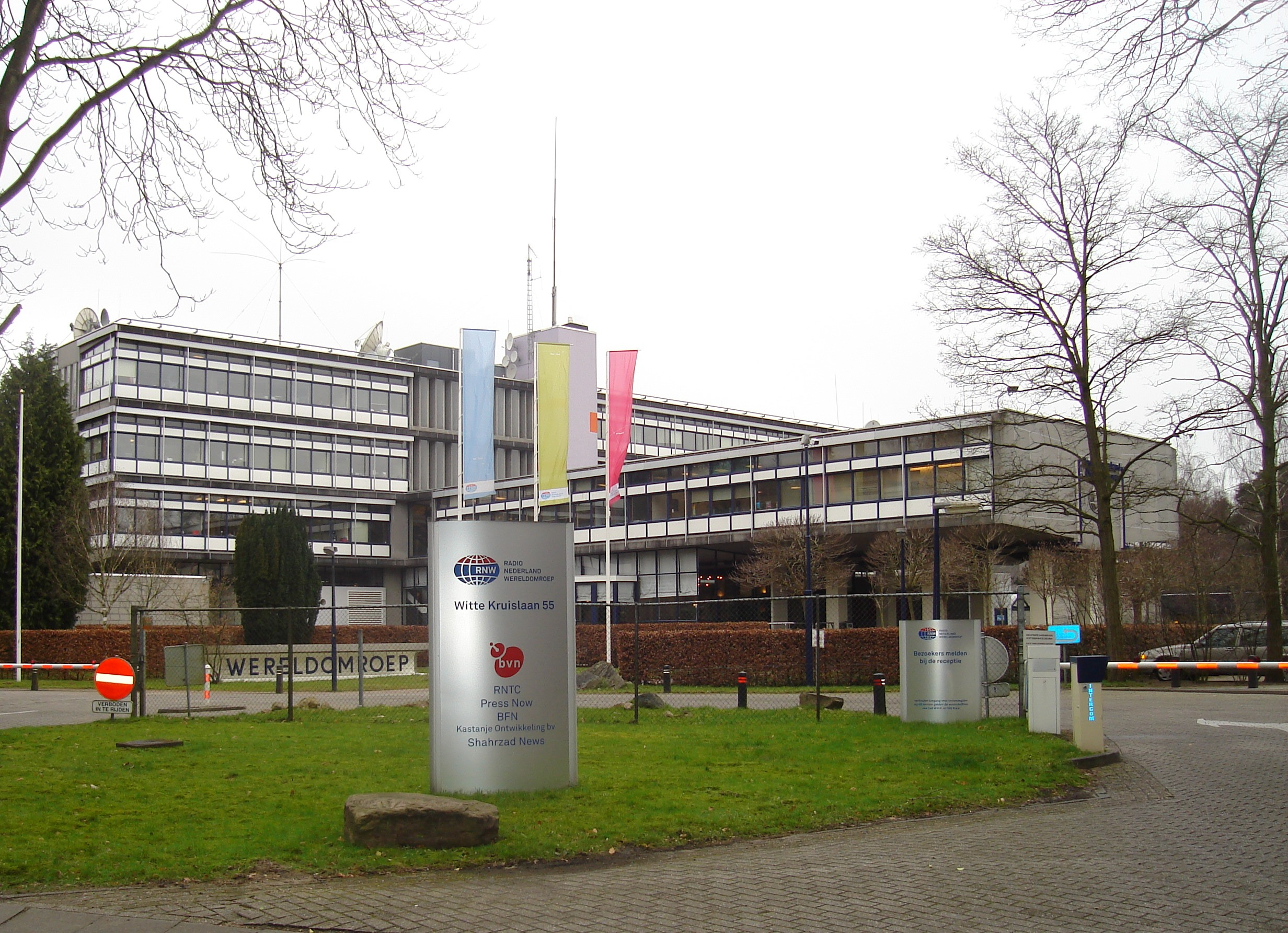
Штаб-квартира Радіо Нідерландів
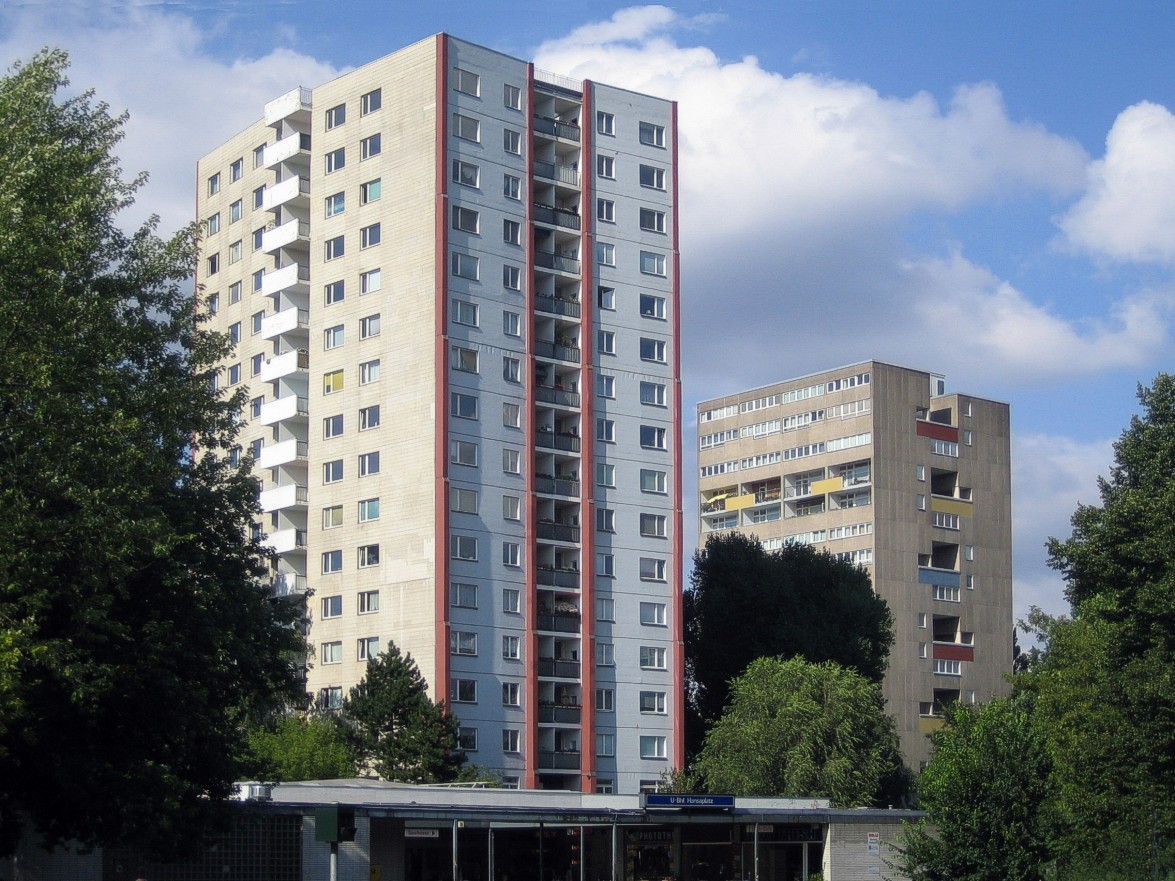
Житловий квартал Ганза (Hansaviertel), спроектований Бюро Van den Broek & Bakema
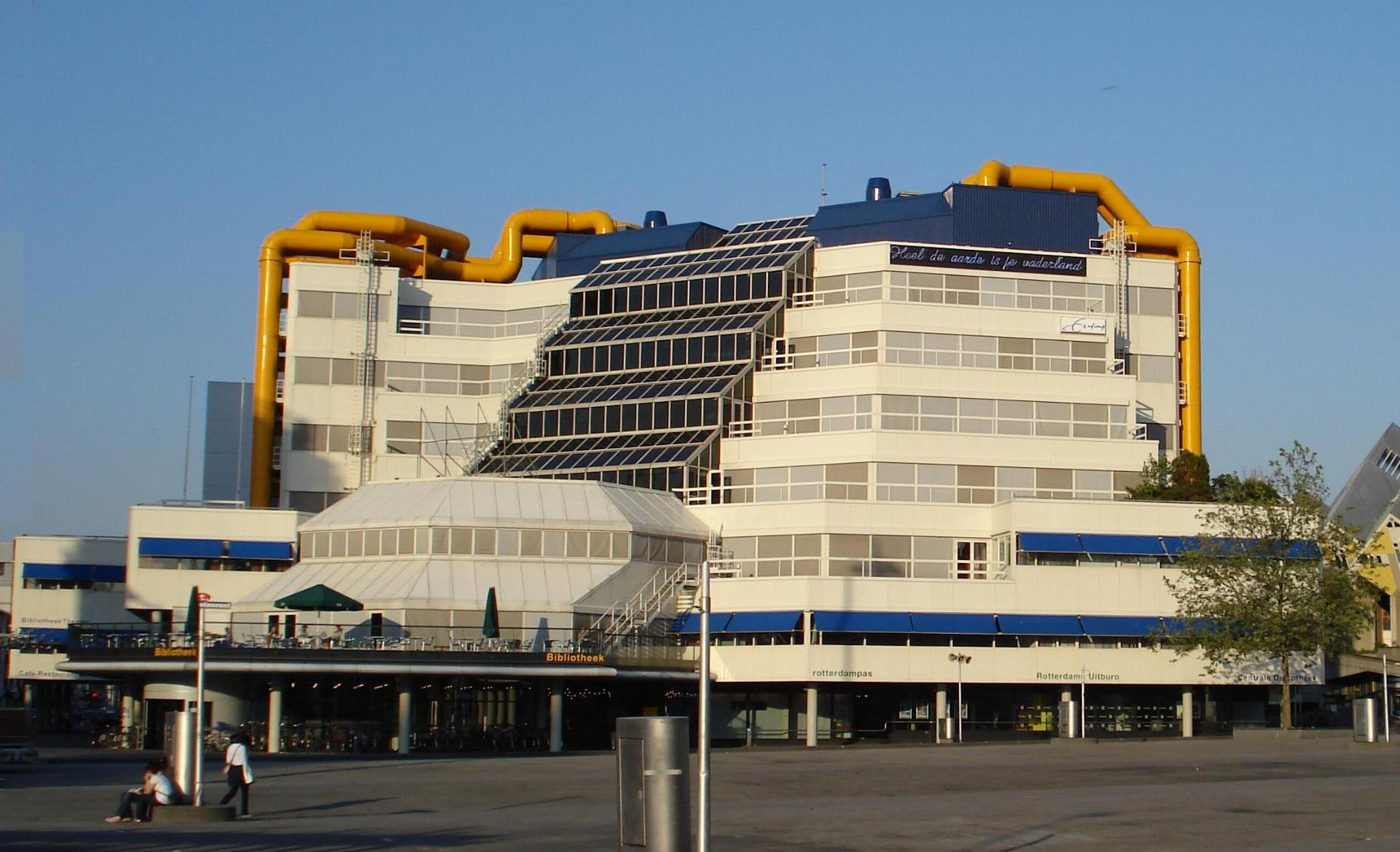
Роттердамська центральна бібліотека